# Anyone of Us (Stupid Mistake)
"Anyone of Us (Stupid Mistake)" är en sång skriven av Jörgen Elofsson, Per Magnusson och David Kreuger. Den spelades ursprungligen in av Gareth Gates för hans debutalbum What My Heart Wants to Say och släpptes dessförinnan som singel den 8 juli 2002.
Låten framfördes av Mathias Holmgren, med svensk text av Ulf Georgsson och titeln "Något som kan hända",  i Fame Factory 2002.

## Anyone of Us (Stupid Mistake)
| Lista (2002)              | Topplacering |
| ------------------------- | ------------ |
| Österrikiska singellistan | 6            |
| Belgiska singellistan     | 3            |
| Nederländska singellistan | 1            |
| Tyska singellistan        | 3            |
| Norska singellistan       | 1            |
| Svenska singellistan      | 1            |
| Schweiziska singellistan  | 24           |
| Brittiska singellistan    | 1            |

## Något som kan hända
Holmgren släppte den på singel under sent 2002 och den låg på Svensktoppen i 14 veckor under perioden 19 januari -20 april 2003  och toppade bland annat listan.. Den var så kallad utmanare på Svensktoppen den 12 januari 2003, då programmet nystartade med bara utmanare .
Singeln nådde som högst 2:a plats på den svenska singellistan.
"Något som kan hända" tilldelades 2003 Guldklaven i kategorin "Årets låt". I juni 2011 var låten den 100:e mest framgångsrika singeln på svenska singellistan sedan 1975.
Då Mathias Holmgren blev sångare i dansbandet Barbados kom den även med på bandets album Hela himlen 2003.
| Lista (2002-2003) | Position |
| ----------------- | -------- |
| Sverige           | 2        |

### Andra versioner
I Dansbandskampen 2008 framfördes låten, med text på svenska, av Larz-Kristerz, med mellanspel från Abba:s hitlåt Super Trouper från 1980.